# Haunting Shadows
Haunting Shadows is een Amerikaanse filmkomedie uit 1919 onder regie van Henry King.

## Verhaal
Om te voldoen aan de bepalingen in het testament van zijn rijke grootvader moet John Glenarm gedurende een jaar zijn intrek nemen in een spookhuis. Anders zal de erfenis overgaan op de jonge onderwijzeres Marian Derevaux. Hij heeft niet meteen begrepen dat Marian zijn rivale is en hij wordt verliefd op haar. Wanneer zij op een dag naar de stad vertrekt, reist John haar achterna. Terug in het spookhuis krijgt hij bescheid van de advocaat van zijn grootvader dat hij zijn erfenis heeft verkwanseld. Op dat ogenblik verschijnt zijn grootvader gezond en wel ten tonele. Hij vertelt dat hij John op de proef wilde stellen door zijn eigen dood te veinzen. Aldus gewint hij zowel het fortuin van zijn grootvader als de liefde van Marian.

## Rolverdeling
| Acteur              | Personage        |
| ------------------- | ---------------- |
| H.B. Warner         | John Glenarm     |
| Edward Peil sr.     | Arthur Pickering |
| Charles Hill Mailes | Bates            |
| Frank Lanning       | Morgan           |
| Florence Oberle     | Zuster Theresa   |
| Margaret Livingston | Marian Deveraux  |
| Harry Kendall       | Paul Stoddard    |
| Patricia Fox        | Gladys Armstrong |
| Charles K. French   | John Glenarm sr. |